# Valentin Roberge
Valentin Sébastien Roger Roberge (Montreuil, 9 juni 1987) is een Frans-Cypriotisch voetballer die bij voorkeur als centrale verdediger speelt. Hij verruilde Sunderland in 2016 voor Apollon Limasol. In 2022 debuteerde Roberge in het Cypriotisch voetbalelftal.

## Clubcarrière
Roberge maakte deel uit van de jeugdopleidingen van achtereenvolgens ESD Montreuil, Les Lilas FC en Paris FC. Hij debuteerde in 2006 bij de senioren in het tweede elftal van EA Guingamp, dat hij in 2007 verruilde voor het tweede elftal van  Paris Saint-Germain. Roberge tekende in 2008 vervolgens een driejarig contract bij Aris, waarmee hij voor het eerst op het hoogste niveau speelde. Twee jaar later vertrok hij naar CS Marítimo, destijds actief op het hoogste niveau in Portugal.
Roberge tekende op 10 juni 2013 een driejarig contract bij Sunderland, dat hem transfervrij inlijfde. Daarvoor debuteerde hij op 17 augustus 2013 in de Premier League, tegen Fulham. Roberge maakte op 24 september 2013 zijn eerste doelpunt voor The Black Cats, in een wedstrijd om de League Cup tegen Peterborough United. Hij scoorde met het hoofd op aangeven van Adam Johnson. In het seizoen 2014/15 werd hij verhuurd aan Stade de Reims. In 2016 transfereerde hij naar Apollon Limasol op Cyprus.

## Interlandcarrière
Hoewel hij werd geboren in Frankrijk, woont hij lang genoeg in Cyprus om een Cypriotisch paspoort te verkrijgen. In 2022 voltooide hij dit proces en kon hij debuteren voor de Cypriotische voetbalploeg. Op 24 september van dat jaar debuteerde hij in Larnaca voor Cyprus in de UEFA Nations League tegen buurman Griekenland. Roberge stond in de basis en zag zijn ploeg met 1–0 winnen.